# Romeinse religie

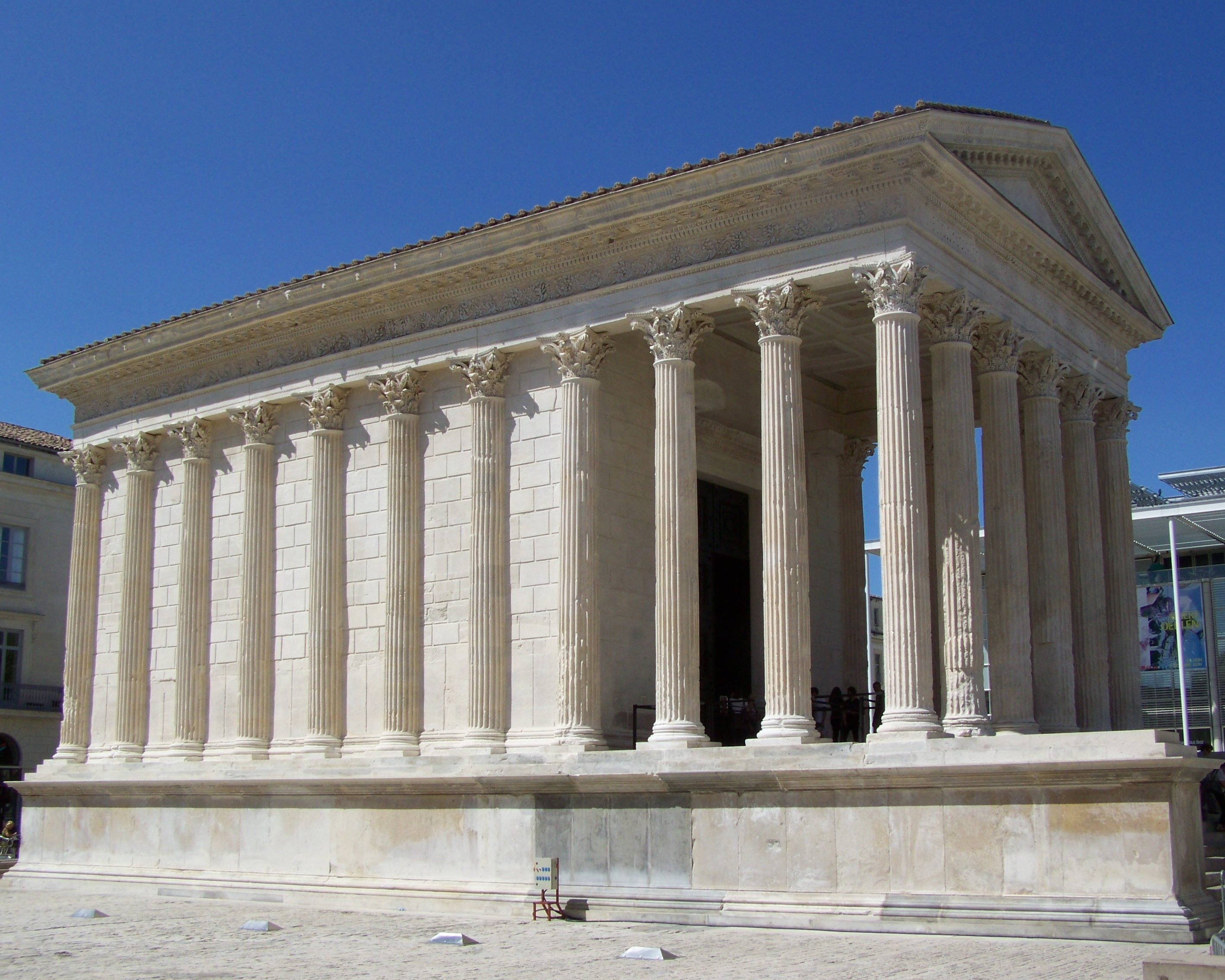
Het Maison Carrée in Nîmes (gebouwd eind 1e eeuw v.Chr. of begin 1e eeuw n.Chr.) vertoont duidelijk de kenmerken van een Romeinse 'Italische podiumtempel': een losstaande trap, hoog podium, ruime portico.

De geschiedenis van de Romeinse religie gaat terug tot het vroege 1e millennium v.Chr., maar neemt pas aan het begin van de 3e eeuw v.Chr. vaste vorm aan. Zoals het overgrote deel van de antieke religies behoort ze tot de polytheïstische volks- en stammenreligies. Zij wordt gekenmerkt door een veelvoud aan riten die als doel hadden de natuurlijke en publieke orde te handhaven. Daarin wijkt zij af van religies die het heil van het individu als doel hadden en hebben, zoals het christendom. Haar praktisering als verplichte staatsgodsdienst van het oude Rome eindigde met de tolerantie-edicten van 311 en 313 n.Chr. ten gunste van het christendom. Ze verdween aan het begin van de 6e eeuw.

## Wezen

### Hetnumen

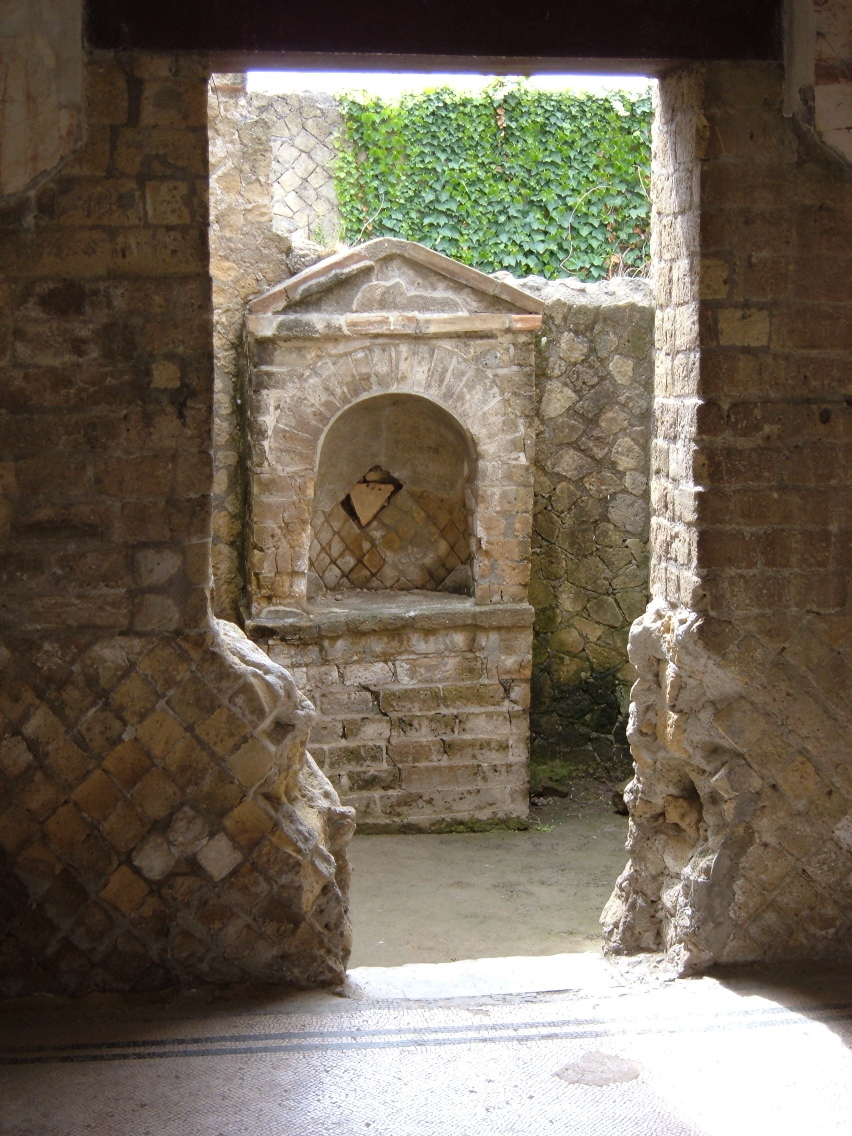
Huisaltaar (Lararium) in Herculaneum, vóór 79 n.Chr.

In de polytheïstische Romeinse religie met haar fenomenologische beschouwing van de natuur en haar streven om de pax deorum (de goddelijke voorgewende vreedzame orde) te bewaren, ontbrak oorspronkelijk – anders dan in de oud-Griekse godsdienst, waarvan ze zeer verschilde – een antropomorf pantheon, waarbij de goden en godinnen als wezens met menselijke trekken werden ervaren. De onnoembare, in eigenlijke zin „gevreesde“, goden en godinnen van Rome bleven daardoor schimmig. Hierdoor beschikten de Romeinen niet over een oorspronkelijke, of slechts zwak ontwikkelde, eigen Romeinse mythologie. Toch hadden de Romeinen wel degelijk een persoonlijk begrip van hun goden en godinnen, en beschouwden hen als individuen met een eigen wil, maar vaak trad, achter de goddelijke wilshandeling, de godheid als dusdanig terug. Voor het wezen van de Romeinse religie stond het zakelijke krachtsbegrip numen (mv. numina) centraal, wat zoveel betekent als "goddelijke werken". Dit is sinds de 2e eeuw v.Chr. geboekstaafd. De goddelijke, respectievelijk numineuze, wil kon zich in alle levende wezens uiten, net als in natuurlijke en maatschappelijke voorvallen en handelingen, zodat de Romeinse wereld door een veelvoud aan abstracte numina, hoofdzakelijk begrippen van Romeinse waarden: aequitas ("eerlijkheid"), concordia ("eendracht"), gravitas ("serieusheid"), honor ("eer"), libertas ("vrijheid"), mens ("geest"), pietas ("plichtsbesef"), salus ("heil"), sobrietas ("soberheid"), spes ("hoop") en virtus ("moed") als functiegoden werd beheerst, die de mensen cultisch en sociaal-rechterlijk in acht namen. De ontwikkelingen die de religie gedurende de periode van haar bestaan doormaakte, veranderden in wezen niet de significante Romeinse, onpersoonlijke visie op het transcendente en de innerlijke instelling van de Romeinen tegenover hun religio. Zelfs na de diepgaande monotheïstische transformaties van de late oudheid kon in het begrip numen, de goddelijke werking voor de goddelijke gestalte, verder op de voorgrond blijven.

### Dereligio
Het begrip religio verbonden de Romeinen aan het werkwoord religere (herlezen, overdoen, nauwgezet in acht nemen). De andere, ook mogelijke, herleiding tot religare (opnieuw binden, goed binden) vond sinds de keizertijd in het bijzonder ingang in het Christelijk milieu. Zo duidt religio in het tweede geval de persoonlijke binding van de mensen aan een transcendente macht („God“), in de eerste de zorgvuldige inachtname van de traditionele cultische gebruiken, die de betrekkingen tussen de menselijke en de „heilige“ sferen moest herstellen. Het uiterlijke verkeer met de goden had het wederkerige karakter van de do ut des-mentaliteit („ik geef opdat jij zou geven“): men vervulde punctueel de rituele plichten en deed iets voor de goden, waarop men van dezen – zelf ook niet boven de normen staand, maar aan deze gebonden  – een tegenprestatie verwachtte. Zonder dat zich daaruit een gebrekkige innerlijkheid van de religie deed blijken, overheerste in de voor-Christelijke tijd het begrip van religio als de som van de gehele cultuspraktijk, die mensen en goden aan elkaar bond.

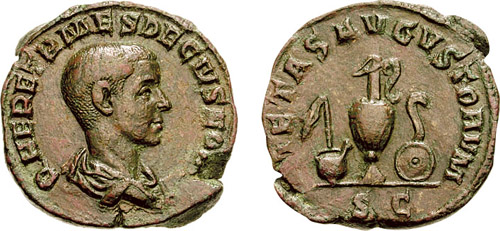
Munt van keizer Herennius Etruscus met de offergereedschappen voor de pietas-cultus, voor 251 n.Chr.

Ook begrippen zoals pietas (plichtsbesef tegenover goden én mensen) hebben in de heidense wereld een betekenis, die niet met het christelijk begrip vroomheid kan worden gelijkgesteld. Als exemplarisch voor het Romeinse wezen van deze pietas gold de legendarische stamvader Aeneas, die bij zijn vlucht uit het brandende Troje de beelden van de penates én zijn vader op de rug droeg. Daarom kreeg hij het epitheton pius sinds Vergilius' Aeneis steeds aan zijn naam toegevoegd. De fides, een van de vroegste en belangrijkste Romeinse numina, betekende trouw en belofte van een verdragsbesluit; de aanwending van het woord door de christenen in de betekenis van geloof als het zich op God verlatende grondvertrouwen (aldus de overtuiging door de heilsopenbaring van Jezus) had geen equivalent in de Romeinse religie, die zich niet in een dogmatische godsvoorstelling en een samenhangende theologie manifesteerde. Daardoor bevredigde ze echter een complex veelvoud aan spirituele behoeften van haar aanhangers, die in het polytheïstische milieu uit de, zich overlappende, religieuze werkelijkheden konden kiezen.

## Cultus

### Cultusformalisme
Rituelen maakten in Rome vrijwel dagelijks deel uit van het leven. In de keizertijd waren er voor 45 data officiële staatsfeesten vastgelegd. Vaak kregen de rituelen steeds weer een nieuwe zingeving. Toch was het bijzonder strikte vasthouden aan de overgeleverde riten een typisch kenmerk van de Romeinse religie. Het resulteerde in een amper te overzien geheel van ge- en verboden voor alle culten. Reeds de kleinste afwijkingen bij het uitvoeren van overgeleverde heilige handelingen dwongen tot herhaling, om niet de goddelijke toorn uit te lokken. De libri Sibyllini, die door de staat werden bewaard, bevatten rituele voorschriften, die alléén bij buitengewone omstandigheden na een senatus consultum mochten worden geraadpleegd. Op andere momenten gold hun inhoud als geheim. Uit dit taboe, dat rust op de communicatieve aspecten van een aan een plaats, voorwerp en handelingen gebonden religie, komt een religiositeit naar voren waarbij magische redenen een buitengewoon belangrijke rol speelden.

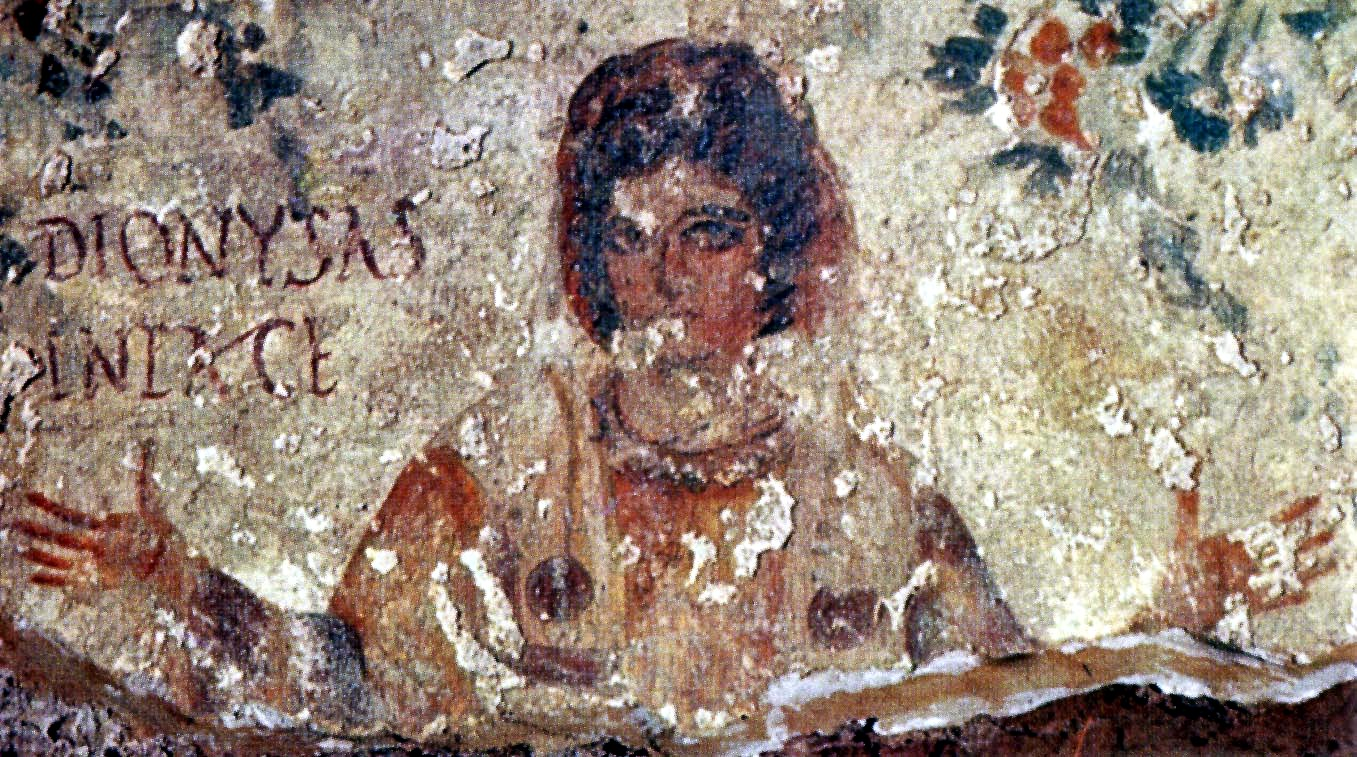
Antieke gebedshouding met uitgespreide armen en naar voor gehouden handpalmen. Deze afbeelding is een muurschildering uit de Calixtuscatacombe in Rome, vroege 4e eeuw n.Chr.

 Tot de belangrijkste religieuze handelingen in Rome behoorden het gebed, de gelofte en het offer. Het offer werd voornamelijk gezien als een heilige maaltijd met de goden, aan wie men dieren (bijvoorbeeld het zeer plechtige offer van een suovetaurilia, d.i. een beer (mannelijk varken), schaap en stier, of de equus october (oktober-paard), veldvruchten of dranken aanbood. In het huishouden lag de nadruk op het brengen van onbloedige offers. Ook het "wapenoffer" speelde een belangrijke rol. Hierbij werden buitgemaakte uitrustingsstukken van de verslagen, vijandelijke veldheer op het altaar van Iuppiter) neergelegd (d.i. de spolia opima). Of er na de zware nederlagen in de oorlogen met Carthago (in 228 en 216 v.Chr.) in Rome daadwerkelijk mensenoffers werden gebracht, is omstreden. Verder was de lustratio belangrijk. Hierbij liep vee, soms ook een militaire eenheid, in een feestelijke processie rond een plaats om deze onder de bescherming van de goden te stellen. Hoewel de oorspronkelijke apotropaeïsche handeling van deze magische daad bescherming moest bieden, trad in de tussentijd de verzoeningsreinigende (cathartische) functie op de voorgrond. Enkele lustrationes veranderden in openbare processies (armilustrium, tubilustrium, equirria). Een groot reinigings- en beschermoffer van het volk vond elke vijf jaar plaats onder de naam lustrum. Bijzondere religieuze handelingen waren ook de supplicatio (openbare processie) en de gratulatio (dankfeest).
Ten slotte speelde ook de divinatio, de waarzeggerij of verklaring van goddelijke tekenen, een belangrijke religieuze rol. In Rome is de ontwikkeling van een vrije profetie niet van de grond gekomen omdat deze het lastig zou kunnen maken voor de politieke elite. Het onderzoek naar de wil van de goden lag bij de staat, die dit door vakkundige zieners (haruspices, augures) via ingewikkelde regels liet uitvoeren. De officiële divinatio vond plaats in de vorm van een ingewandenschouw (vooral van de lever), de schouw van de vlucht van vogels, de observatie van het weerlicht, het dodenorakel en de duiding van andere voortekenen (prodigia, ostenta, omina, monstra), waarbij elke ongewone gebeurtenis, of fenomeen, in het alledaagse leven of in de natuur als een goddelijke wilsuiting gold. De haruspices, die tot de keizertijd altijd van Etruskische afkomst waren, voorspelden de toekomst. De augures vroegen goddelijke toestemming voor een geplande gebeurtenis of plan. Belangrijke staatshandelingen mochten slechts ex auspicato worden uitgevoerd. Op de zieners werd vaak kritiek geuit, maar zij behielden de bewondering van de massa (er bestonden naast de door de overheid aangestelde haruspices ook een groot aantal rondtrekkende profeten) tot het einde van de oudheid.

### Publieke cultus

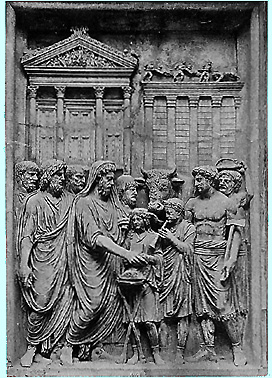
Keizer Marcus Aurelius (161–180 n.Chr.) voltrekt capite velato (met ritueel bedekt hoofd) een staatscultus voor de Iuppitertempel op het Capitool. (restant van een reliëf van een verwoeste triomfboog)

Het middelpunt van de Romeinse religie was, overeenkomstig de traditie, de aan de goddelijke trias Iuppiter Optimus Maximus, Iuno en Minerva gewijde, grote tempel op het Capitool, die aan het eind van de 6e eeuw v.Chr. werd gebouwd. Hier vonden de plechtigste godsdienstige rituelen plaats.
Openbare culten ontstonden al heel vroeg onder toezicht van strikt georganiseerde priesterklassen. Tot deze priesters (sacerdotes) behoorden zowel individuele priesters flamines, rex sacrorum en vestales als de priestercolleges, de pontifices, augures, tresviri epulones, sodalitates, fetiales, salii, luperci, arvales fratres, Titii sodales en duoviri sacris faciundis. In de koningstijd vervulde de koning de functie van opperpriester, tijdens de republikeinse tijd werd deze functie overgenomen door een door het volk gekozen pontifex maximus. In de keizertijd was deze functie voorbehouden aan de princeps.
De priesters waren van grote betekenis in het Romeinse openbare leven doordat ze een uitgebreid takenpakket hadden: ze kondigden de dies fasti (dagen met rechtspreking), dies nefasti (dagen zonder rechtspraak) en de dies comitales (dagen voor volksvergaderingen) aan, legden de kalender vast, deden op grond van voortekenen van augures en haruspices uitspraak over de rechtsgeldigheid van besluiten van de openbare organen en konden ambtsdragers op grond van fouten tijdens, of verzuim van religieuze plichten, afzetten. De belangrijkste rol komt echter aan het licht door de lang volgehouden exclusiviteit van diverse priestercolleges, die aan patriciërs waren voorbehouden, waarop de plebejers reageerden door de bouw van een aan Ceres gewijde tempel aan de voet van de (plebejische) Aventijn. Hier werden ook andere goden, zoals Liber en Libera, vereerd, waarmee de plebejers een alternatief voor de Capitolijnse trias boden.
De verwevenheid tussen politiek en religie werd niet alleen duidelijk door binnenlandse kwesties, ook in de relaties met het buitenland waren deze twee bijna onlosmakelijk met elkaar verbonden. Zo werden bijvoorbeeld voor de Italisch-Latijnse Diana, Fortuna en Mater Matuta in de 6e eeuw v.Chr. eigen tempels gebouwd, en ook de Sabijnse god Dius Fidius werd in de Romeinse Dius Fidius-cultus opgenomen, in een poging dit buurvolk voor de Romeinse zaak te winnen.
De opname van de goden van andere volkeren door integratie in de eigen godenwereld (de interpretatio Romana) was een kenmerk van de uiterst pragmatische kijk van de Romeinen op religieuze kwesties. Nog sterker toont zich dit pragmatisme in de exoratio, waarmee een godheid van een vijandelijk volk als het ware werd gevraagd zijn gunsten voortaan aan Rome te schenken. Dit gebeurde bijvoorbeeld met de stadsgodin van Veii, die in Rome als Iuno Regina werd vereerd; met de Latijnse oorlogsgoden Castor en Pollux die, tijdens de slag bij het Regillusmeer rond 496 v.Chr., door de Romeinse legeraanvoerders werd gevraagd over te lopen; en in het gebed van Scipio Minor tot de Punische goden na de verovering van Carthago.

#### Keizercultus
Met het ontstaan van het principaat ontwikkelde zich een nieuwe vorm binnen de publieke cultus, die in de loop van het principaat een staatsdragende rol zou gaan spelen: de heersers- of keizercultus. Een concrete aanvang nam deze cultusvorm in 42 v.Chr. met de consecratio van de vermoorde Gaius Julius Caesar als Divus Iulius met een eigen flamen en tempel (aedes divi Iulii, gebouwd in 29 v.Chr.). De oorsprong van de Oud-Romeinse (4e eeuw) triomftochten, onder Etruskische invloed met godgelijke eer voor de zegevierende heerser (beschilderen van het gezicht met rode verf zoals bij Iuppiter), is zeer twijfelachtig en had geen directe banden met de late republiek. De Griekse heerserscultus had waarschijnlijk een reëlere invloed, die de zegevierende Romeinse veldheren ten dele viel in het oosten. Van Griekse oorsprong is ook het idee van de heroën als tussenstadium van mens naar godheid, waarvan het bekendste voorbeeld Herakles was, die als Hercules, reeds in 317 v.Chr. een cultus in Rome had gekregen.

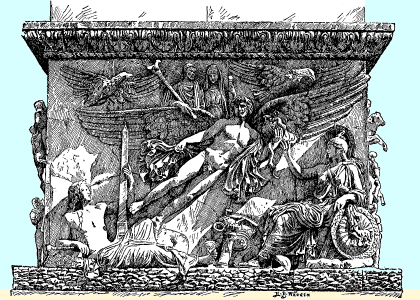
De apotheose van keizer Antoninus Pius (138–161 n.Chr.) en keizerin Faustina. (reliëf van de erezuil van Antoninus Pius, Rome)

De princeps Augustus wees de verering van zijn persoon als god in het Italische kernland af (doch zijn naam duikt op in het cultuslied van de Salii), maar stond dit wel toe (samen met die van Dea Roma) in de provinciae. In Rome werd de genius van Augustus onder de lares compitales (schutsgodheden van de stadsdistricten) opgenomen, die tot lares Augusti werden omgedoopt. Ook Augustus, die als adoptiefzoon van Caesar reeds Divi filius werd genoemd, werd na zijn dood officieel verheven tot divus, zoals elke keizer na Claudius, Vespasianus en Titus, die, in tegenstelling tot Nero, niet door een damnatio memoriae waren getroffen. Deze zogenaamde apotheose was een specifiek Romeins element van de heerserscultus. Het is bekend dat sommige keizers, zoals Caligula, Domitianus en Commodus, zich reeds tijdens hun leven als goden of manifestaties van goden lieten vereren, maar dit zou pas worden geïnstitutionaliseerd onder de regering van Aurelianus (270-275 n.Chr.).
De over het hele rijk verspreide keizercultus werd beschouwd als een daad van loyaliteit tegenover de heerser(s) en vormde daardoor een reden tot conflict met de monotheïstische religies van de joden en de christenen. De consecratio (vergoddelijking) van de keizer door de heidense senaat bleef tot aan de regering van Theodosius I behouden (zij het in een licht gewijzigde vorm). De keizercultus werd sinds Constantijn de Grote vervangen door een huldiging in plaats van een religieuze handeling, waaraan ook christenen konden deelnemen. Sacrale elementen van de keizercultus werden overgenomen in het ceremonieel van de christelijke vorstenhoven; ook de goddelijke genade schijnt daarmee haar wortels te hebben in de antieke heerserscultus.

### Private cultus ensuperstitio

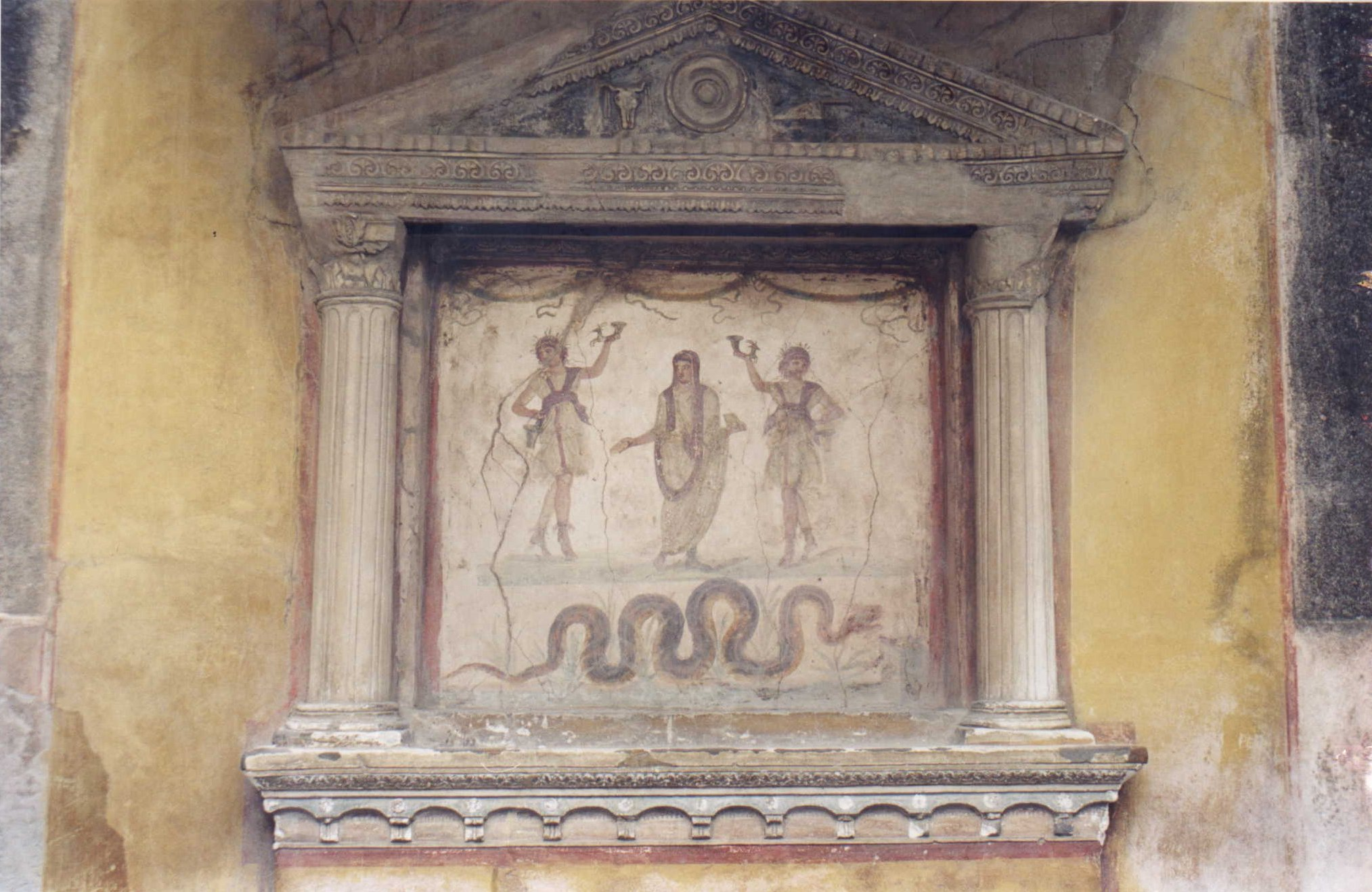
lararium (huisaltaar) in het huis van de Vettii, Pompeï, vóór 79 n.Chr. Aan de zijde van de genius van de familie staat het dansende paar van lares met drinkhoorns, daaronder een slang als personificatie van de genius, die het huis invult.

De vooral in dienst van de officiële religie staande bronnen gunnen ons slechts een beperkte blik in het religieuze leven van de Romeinen, dat, in ieder geval in de tijd van de Republiek, nauwelijks controle kende, omdat er geen officiële feestkalender of voorschriften voor deelname aan „staatsfeesten“ was. In de religieuze ruimte bestond een veelvoud aan culten naast elkaar; naast de „staatscultus“ was er een groot aantal lokale, corporatieve en privéculten. De publieke cultus had geen grotere draagwijdte dan de privéculten, ook als deze – bijvoorbeeld door de kalender – de integratie konden bevorderen. Typische plaatsen van verering waren de haard- en huisschrijnen, goden in het privéleven, de zogenaamde genius of de vrouwelijke equivalent iuno (de individuele schepper- en vruchtbaarheidsgeest van elke Romein en Romeinse), de lares (huis- en weggeesten) en de penates (huis- en voorraadgeesten). (Deze drie begrippen treden ook in de openbare ruimte op.) De pater familias, de heer des huizes in het Romeinse familieverband, was primair verantwoordelijk voor de verrichting van de riten; maar ook de familieleden speelden in de privésfeer een belangrijke rol, waarbij de priesters als taak hadden om te waken over de correcte uitvoering van de religieuze handelingen (controle op de begrafenisriten en de begrafenisdienst en het vaststellen van de duur van de periode van rouw). Publiekrechtelijk hadden de Romeinen, met hun oog voor het praktische, de dodenculten in een omvangrijk pakket juridische regels vastgelegd, waarin ook de daarmee samenhangende erfrechtvraagstukken waren geregeld.

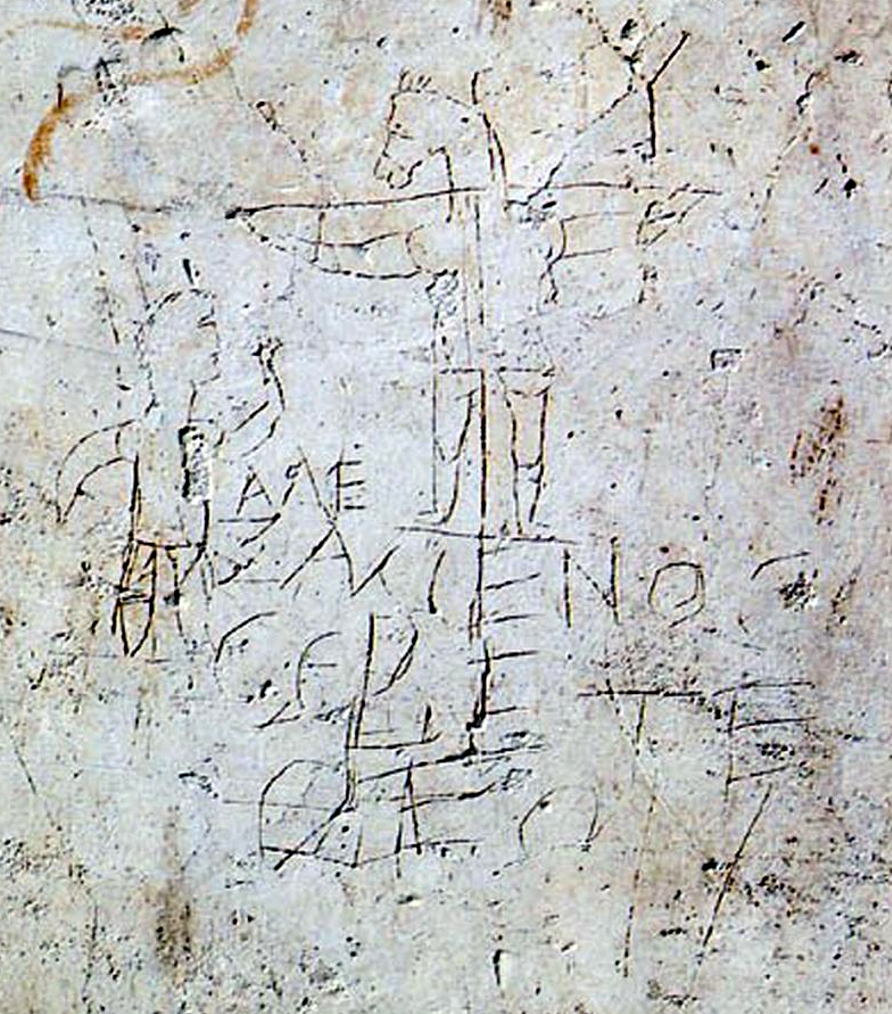
Spotbeeld over de christelijke superstitio: de gekruisigde draagt een ezelskop – een onder Romeinen gangbare, voorstelling; daaronder staat in het Grieks: „Alexamenos aanbidt God“ (graffito, Rome, ca. 2e eeuw n.Chr.)

De geesten van de overledenen waren een uitermate belangrijk onderwerp. Dodenfeesten bekrachtigden de banden tussen de levende en de overleden familieleden (parentalia) en behelsden ook de bezwering van de vrees voor spoken (lemuria). De laat-antieke categorisering van lemures als benoeming voor de geest van de recent overledene, lares als goede dodengeesten, larvae als kwade geesten (op basis van veronachtzaming van de cultus) en manes als neutrale geesten is een nachträgliche constructie; de benamingen verschillen van auteur tot auteur. Op Romeinse grafstenen bevindt zich de geloofsformule D.M., oftewel dies manibus (de ziel van de dode).
De aanname van overal werkzame geesten, vaak demonen, bleef in de gehele oudheid zeer levendig; tovenarij was vanzelfsprekend en werd op alledaagse wijze voltrokken c.q. uitgevoerd. Er was een eindeloos aantal gebruiken in het verkeer met het transcendente; het vertrouwen in menselijke en dierlijke wonderkrachten kon extreme vormen aannemen. Juist het zogenaamde volksgeloof liet zien hoe noodzakelijk de Romeinen hun geloof vonden, en op welke wijze zij met de hogere machten communiceerden. Archeologische getuigenissen van het volksgeloof vormen de vondsten van wij- en votiefgaven voor heling en genezing, maar ook van de vloeiende overgang naar de geneeskunde en de publieke godsdienst (god van de geneeskunst Aesculapius). De grens tussen sacra publica en sacra privata zal zeer doorzichtig zijn geweest. De religieuze praktijken van de „eenvoudige mensen“ stuitten niet zelden op protest van de zijde van geleerden, en golden dan als superstitio (bijgeloof, godsdienstwaanzin of overstijgend godengeloof), dat in tegenspraak was met religio. Taalkundig werd de superstitio omschreven als het overschrijden van de staatsreligie of als overblijfsel van een oeroud-primitief volksgeloof. Zijn negatieve betekenis kreeg het begrip met de opkomst van bewustzijnsverruimende cultusvormen uit het hellenistische oosten; de Bacchanalia werden als een van de eerste, aan het begin van de 2e eeuw verboden. Als superstitio gold een, naar oud-Romeins denken en handelen, zijn doel voorbijgeschoten cultus, waarvan het christendom een voorbeeld was.

## Ontwikkeling

### Beginperiode en koningstijd (8e tot 6e eeuw v.Chr.)

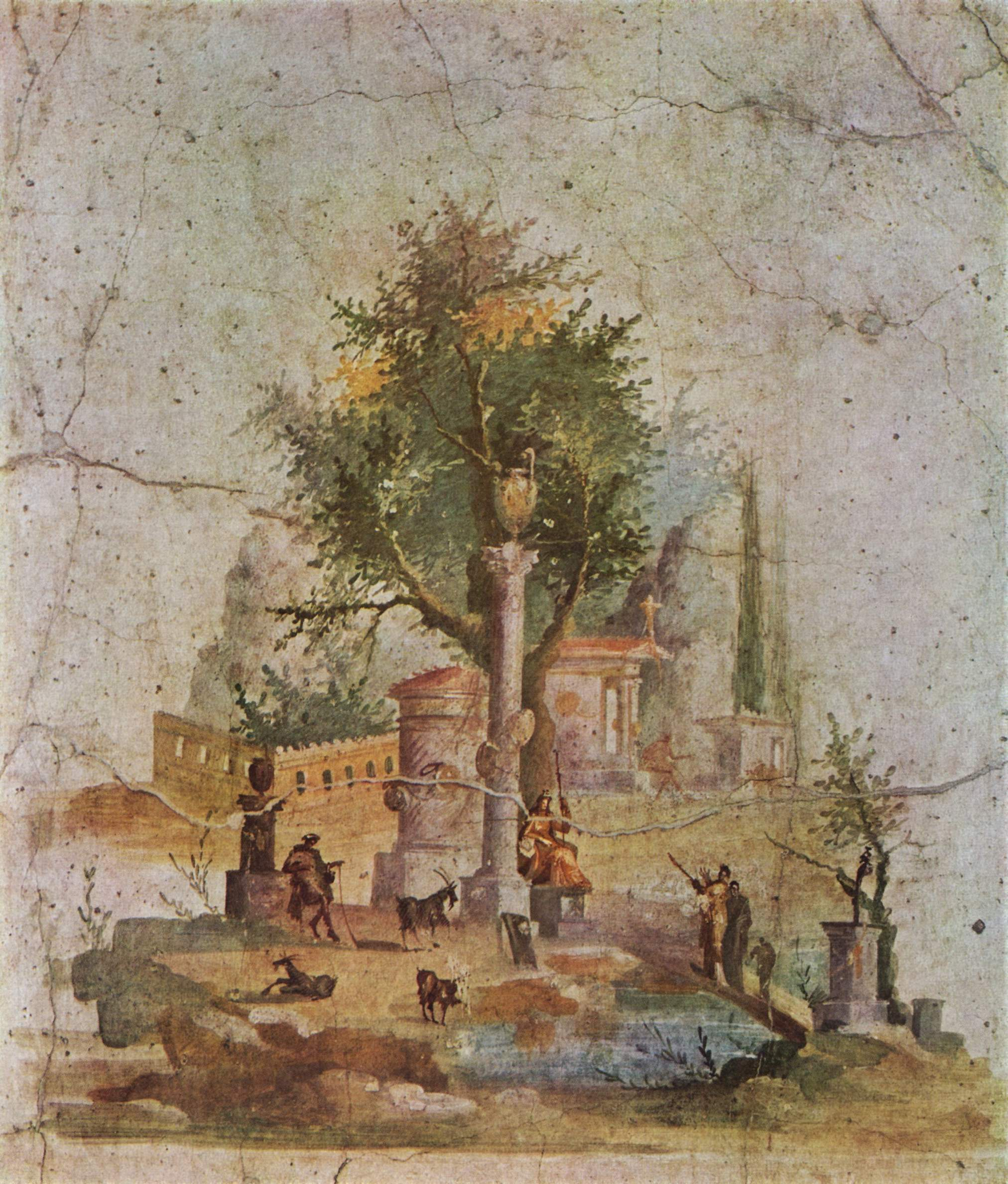
Landschapsscene met heilige boom. (muurschildering uit de villa van Agrippa Postumus in Pompeï, voor 79 n.Chr.)

De legenden noemen Romulus, de eerste koning van Rome, als de schepper van de Romeinse religie, en Numa Pompilius, de tweede koning van Rome, als de schepper van de Romeinse godsdienst, omdat hij de culten en priesterschappen zou hebben op- of ingericht. Aan Numa werd ook het verbod toegeschreven om de goden af te beelden, wat voornamelijk aan de numineuze wortels van de Romeinse religie herinnert. Voor de Romeinse religie is de inbedding in een Italisch-Etruskisch-Helleense invloedssfeer en een daarin gelegen verloop van verandering en continuïteit bepalend geweest. De feitelijke oorsprong van de Romeinse religie, voor zover die uit de schriftelijke bronnen en archeologische vondsten kan worden afgeleid, ligt in de agrarische vruchtbaarheidsculten van de pre-stedelijke samenleving. Reeds de oudst bekende kalender, die volgens de sage door Numa werd ingevoerd, bevatte centrale, op het agrarisch jaar georiënteerde feesten zoals de (Saturnalia, Cerialia, Lupercalia, Parilia). De net als door veel andere Italiaanse volken ook door de eerste Romeinen als hoofdgod vereerde godheid Mars kreeg de landbouw als taak toebedeeld en stond als zodanig voor apotropeïsch-agrarische functies; naast zijn taak als oorlogsgod (waarvoor hij later gelijkgesteld werd met de Griekse Ares) werd hij nog veel meer in verband gebracht met het gedijen van het vee, met rijke oogsten en met misoogsten. Cato maior citeert in zijn werk de agricultura gebeden tot Mars voor winstgevende akkerbouw. Mars werd met vruchtbaarheidsculten en –godheden (zoals Ops, die samen met hem werd vereerd) in verband gebracht. Samen met Iuppiter, de gemeenschappelijke schutsgod van de Latijnen, en Quirinus, eveneens een oorlogsgod, vormde hij in de vroeg-Romeinse tijd een, het religieuze leven beheersend, driemanschap, waaraan de drie pontifices offers brachten. Tot de goden in de agrarische sfeer hoorden ook Saturnus, Tellus, Flora, Liber, Consus, Pomona, Faunus, Silvanus, Terminus.

### Vroege Republiek (6e tot 4e eeuw v.Chr.)
De Romeinse religie veranderde vanaf het begin van de 6e eeuw voor Christus, waardoor ze onder Etruskische invloed een meer stedelijk karakter kreeg. Als stedelijke goden golden o.a. Palatua, Portunus, Vesta, Ianus, Fides, Aius Locutius, Moneta en Tiberinus. In plaats van de oorspronkelijk open cultusplaatsen (locus sacer sine tecto) en heiligdommen zoals bronnen, wouden of grotten kwamen altaren (eerst uit opgeworpen graszoden, later uit steen) en later tempels in de plaats. Een aantal tot dan toe private culten werd nu in het openbaar uitgevoerd. De Indo-Europese godentrias Mars-Iuppiter-Quirinus werd door de nieuwe „Etruskische“ godentrias Iuppiter-Iuno-Minerva vervangen. Dit ging gepaard met de bouw van de tempel van Iuppiter Optimus Maximus (d.i. „de beste en grootste“) voor de nieuwe trias. Iuppiter zou hierbij de beschermgod van Rome worden. Bij hun ambtsaanvaarding offerden de magistraten dan ook aan hem. De veranderde sociale verhoudingen (namelijk de ontwikkeling van handel en kunst) strookten met de opname van Minerva als godin van de ambachten en de kunst in de trias. Tot de Etruskische invloed hoorde ook het gebruik van begrafenis- en dodenriten evenals de divinatio (waarzeggerij).

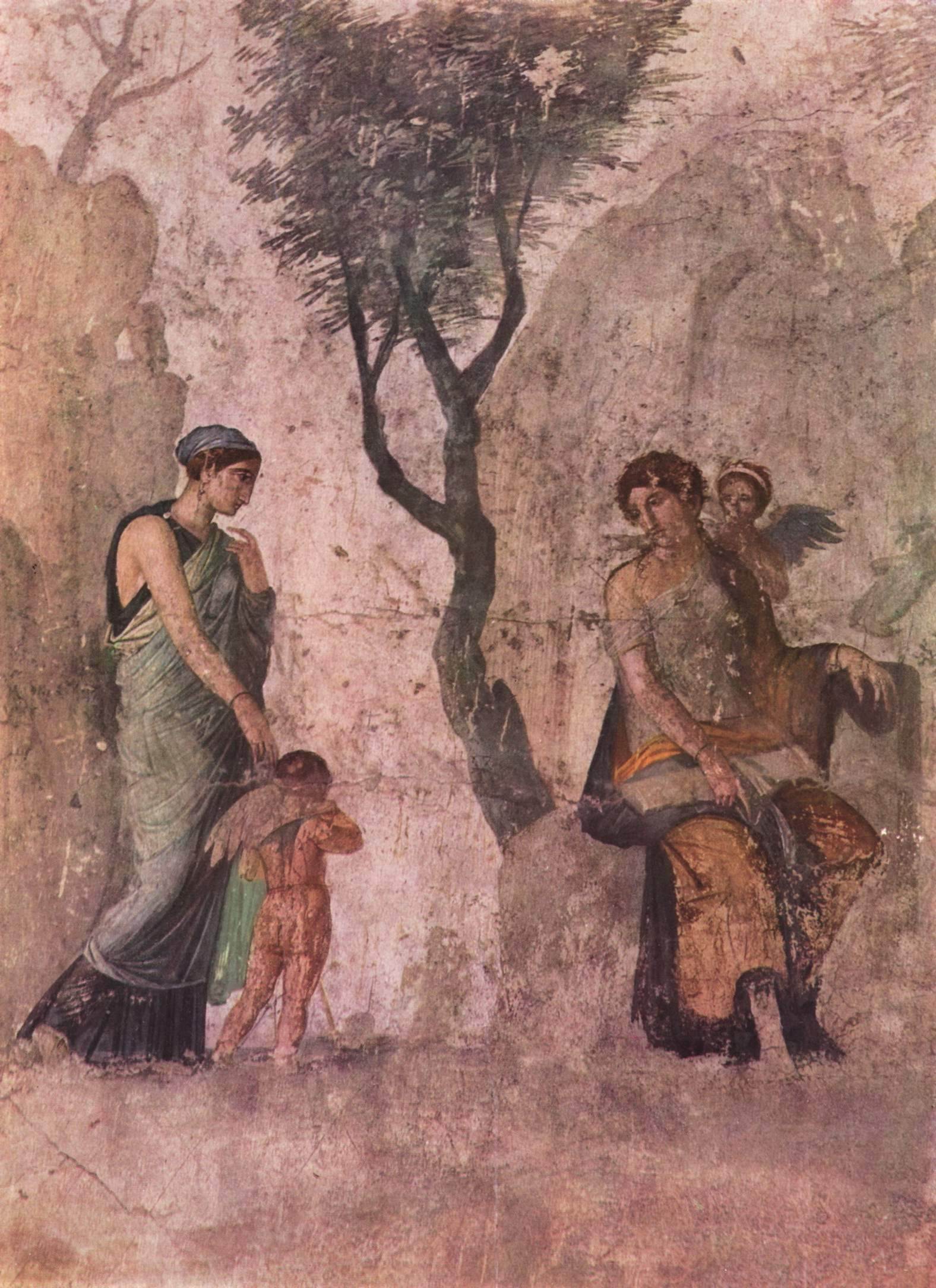
De bestrafte Amor. De Romeinse kunst stelde de Griekse goden en mythen graag in alledaagse, meer natuurlijke, scènes voor. (muurschildering uit Pompeï, vóór 79 n.Chr.)

 In de 5e eeuw voor Christus volgde op de in Italië gemeenschappelijk gedeelde en door de invloed van de Etrusken bepaalde godsdienst in Zuid-Italië, een verdere vorming door Griekse gebruiken en godsdienstvoorstellingen, die geleidelijk de Romeinse mythologie als een spiegeling van de Griekse godenwereld liet werken; aan het einde van de 3e eeuw voor Christus was de godenwereld in een systeem ondergebracht waarin elke Romeinse god(in) een Griekse tegenhanger had: de twaalf dei consentes Iuppiter-Zeus, Iuno-Hera, Minerva-Athena, Mars-Ares, Neptunus-Poseidon, Diana-Artemis, Vulcanus-Hephaistos, Mercurius-Hermes, Vesta-Hestia, Ceres-Demeter, Apollo-Apollon, Venus-Aphrodite, evenals Pluto-Hades, Bacchus-Dionysos, Aesculapius-Asklepios, Proserpina-Persephone etc.
De syncretisering van de Griekse en Romeinse godenwereld werd afgerond in 217 v.Chr., toen bij de nadering van Hannibal de cultus van de Olympische goden werd ingevoerd in Rome.

### Midden- en late Republiek (3e tot 1e eeuw v.Chr.)

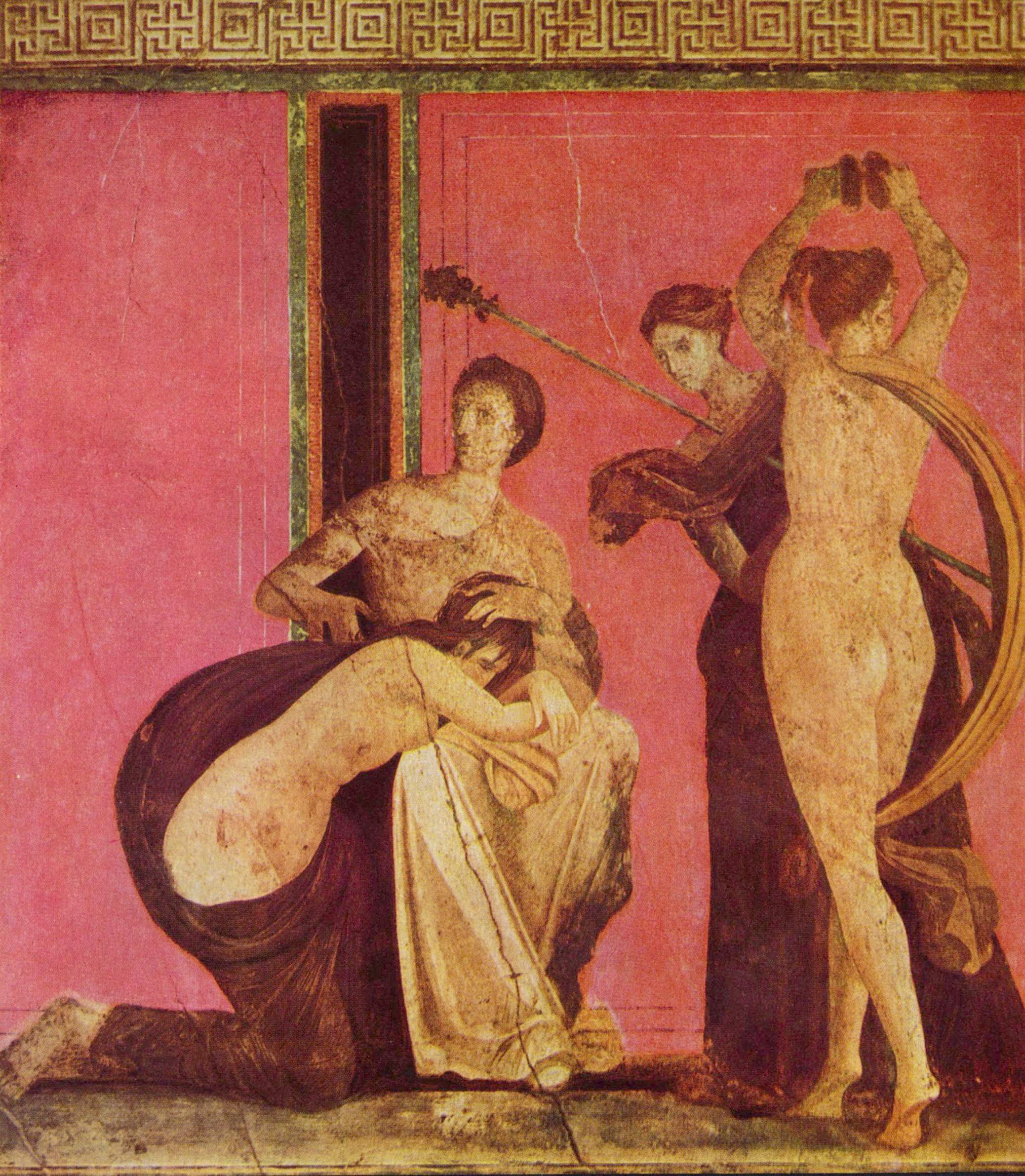
Initiatie in een mysteriecultus door rituele afranseling en dans van een Bacchante. (muurschildering uit de mysteriënvilla in Pompeï, vóór 79. n.Chr.)

De opvatting dat ze dankzij deze mate en de bescherming van hun religio op de andere volkeren overbrachten, was diep geworteld in de geest van de Romeinen, die zichzelf als de „meest religieuze van alle mensen“ beschouwden. Gelijktijdig werd door de veroveringstochten van de Romeinen in het oostelijke Middellandse Zeegebied sinds de 3e eeuw v.Chr. de invloed van oriëntaalse, in het bijzonder de Hellenistische, religies in Rome merkbaar. In Rome was de Klein-Aziatische vruchtbaarheidsgodin Kybele als Magna Mater (Grote Moeder) door het overbrengen van haar Cultussteen uit het monumentale heiligdom van Pessinus vanaf 204 v.Chr. gevestigd, waar men haar als patrones van de Trojaanse voorouders zag, en om deze reden met de moedergodin Rhea vereenzelvigde. Het gevolg van de oriëntaalse mysteriën- en geneesculten (niet zelden met gescheiden riten voor mannen en vrouwen) hing samen met een toenemende behoefte aan persoonlijke betrekkingen tot de vereerde god en aan individuele verlossing, waarin de traditionele gebruiken niet konden voorzien. In geschoolde kringen vond onder invloed van de Griekse filosofie, met name de Stoa, een intellectuele religie met pantheïstische en atheïstische trekken, ook met sterrenwichelarij en lotsbestemming, haar aanhang; tegenover de mysterieculten hield men daar nog tot in de 1e eeuw na Christus afstand.

### Principaat (1e eeuw v.Chr. en 1e eeuw n.Chr.)

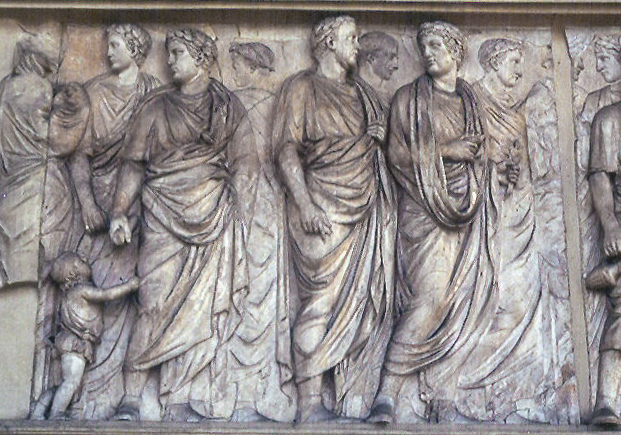
Feestelijke staatsprocessie van de keizerlijke familie (noordreliëf van de Ara Pacis Augustae, Rome, 9 v.Chr.)

De heerschappij van Augustus begon in de late republiek met de vordering van de mythe als bestanddeel van de Romeinse cultus en een restauratiepolitiek: herleving van de priestercolleges en culten, de bouw van tempels, het creëren van nieuwe numina zoals (pax, felicitas, iustitia, providentia, securitas). De poging om het middelpunt van het religieuze leven naar de door hem in het jaar 2 v.Chr. ingewijde tempel van Mars Ultor (na de moord op zijn adoptiefvader Caesar „Wrekende Mars“) op het forum van Augustus te verplaatsen, gaf Augustus na korte tijd op. De Capitolijnse godentrias bleef bepalend binnen de Romeinse religie, maar met de keizercultus werd met de nieuwe religieuze behoefte aan een meer op een persoon gerichte verering rekening gehouden. De keizercultus begon reeds met de gelegitimeerde auctoritas van Augustus, die dit expliciet als bron van zijn machtsaanspraken noemde, en won gestaag aan betekenis (overgang naar de charismatische heerschappij). Beroemd zijn de aan keizer Vespasianus toegeschreven wondergenezingen, die met de in het Nieuwe Testament genoemde verhalen over de wondergenezingen van Jezus verwant zijn. De keizercultus nam op de drempel van de 2e en 3e eeuw de vorm aan van het oriëntaals Godkoningschap. De keizercultus, die met name in het leger bijzondere aandacht had, diende niet slechts voor het creëren van loyaliteit tegenover de heerser van het rijk, maar riep bij het volk ook oprecht religieus ontzag op; ten slotte werd dit een staatsdragend element.

### Hoge en late keizertijd (2e tot 6e eeuw n.Chr.)

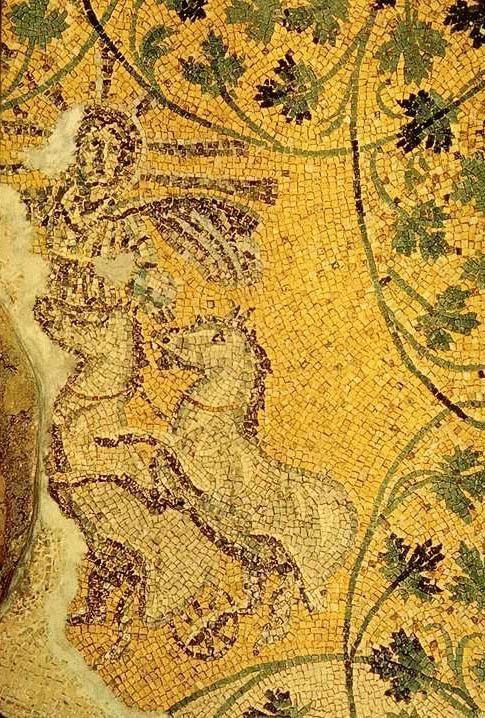
Christus met de attributen van Sol Invictus: steigerend paard, wapperende mantel en stralenkrans. (mozaïek uit de necropool onder de Sint-Pietersbasiliek in Rome, 3e/4e eeuw n.Chr.)

Op zijn laatst sinds het begin van de keizertijd sloten zich de ook in het westen van het rijk bestaande syncretistische stromingen aaneen tot religieuze heilsbewegingen. Een soteriologische interesse was na een tocht van oost naar west over het hele grondgebied van het rijk en, op zijn laatst, sinds de Antonijnse periode in alle sociale klassen terug te vinden; de Flavische keizers verzorgden bijvoorbeeld de Isis- en Sarapiscultus. In het bijzonder in het leger met zijn uit alle delen van het rijk afkomstige soldaten verbreidden zich talrijke bijzondere culten, waarvan die van de Perzische Mithras het meeste aan belang won; keizer Commodus (181–192 n.Chr.) liet zich evenals Nero (54–68 n.Chr.) vóór hem, inwijden in de mysteriën van Mithras. Tijdens de politieke instabiliteit van het midden van de 3e eeuw n.Chr. trachtte de keizer door middel van de traditionele religieuze beleving de rijkseenheid te doen herleven. Keizer Heliogabalus slaagde er niet in om de god Elagabal tot opperste rijksgod te verheffen. Later verlangden de keizers van alle inwoners van het rijk de uitoefening van de godencultus (offeredict van keizer Decius, 251 n.Chr.) Het is zeker dat binnen één generatie, na 260 n.Chr., het aanbrengen van inscripties voor de gewone goden en culten ophield, en dat de heidense religies duidelijk een overgangsfase tegemoetgingen, die zou eindigen met het verdwijnen van tempel en altaar als ceremoniële gronden.

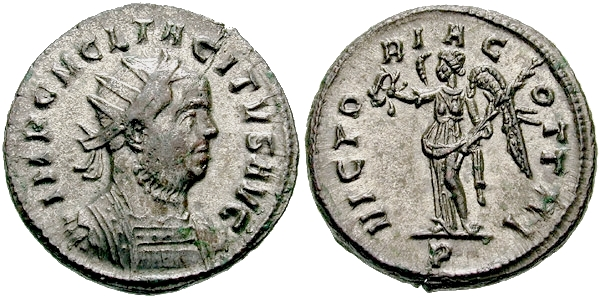
Munt van keizer Tacitus, 275/276 n.Chr. Het keizersportret vertoont de aan Sol Invictus ontleende stralenkroon, de keerzijde de gevleugelde godin Victoria.

De oriëntalisering van de Romeinse religie bereikte tegen het eind van de 3e eeuw na Christus haar hoogtepunt: de verheffing van Sol Invictus (de onoverwinnelijke Zonnegod) tot rijksgod in het jaar 274 n.Chr. stemde overeen met de algemene monotheïstische tendens. De met Sol geïdentificeerde Mithras werd het belangrijkste mikpunt van het christendom, dat zich tegen het einde van de 2e eeuw op basis van een zeer goede organisatiestructuur in bijna alle provincies van het Rijk had verbreid, en op zijn laatst vanaf het begin van de 4e eeuw na Christus een enorme religieuze minderheid was geworden.

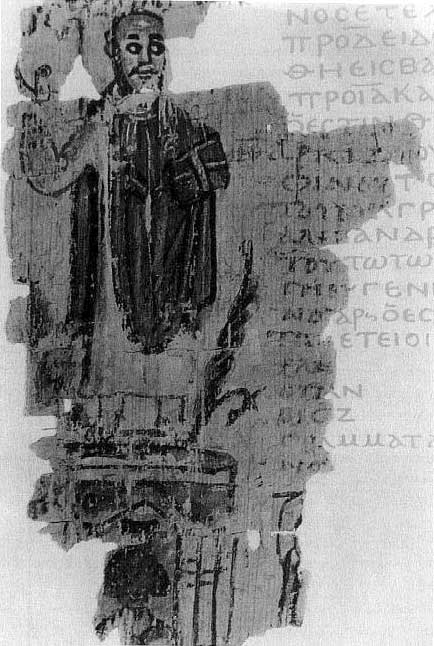
Patriarch Theophilos van Alexandrië staat triomferend op het in 391 n.Chr. verwoeste Serapeum. (illustratie uit een kroniek van de vroege 5e eeuw)

In tegenstelling tot andere religies met hun syncretische tendensen, leidden de christelijke exclusiviteitsaanspraken tot de weigering om deel te nemen aan de keizerscultus, en daarmee de Romeinse autoriteit, wat tot periodieke christenvervolgingen leidde. Het grote aantal christenen dwong hen op zijn laatst in de late oudheid tot integratie in het rijk; de laatste grote en bloedige christenvervolging onder Diocletianus maakte slechts duidelijk dat het christendom niet te vernietigen of sterk terug te dringen was. De aantrekkelijke leer trok de keizers Galerius en vooral Constantijn de Grote aan: het tolerantie-edict van Nicomedia in 311 n.Chr. van Galerius en het tolerantie-edict van Milaan in 313 n.Chr. van Constantijn en Licinius laten vanaf die tijd ook de vrije uitoefening van de religie toe. Constantijn steunde zelfs de kerken en bisschoppen en liet zijn kinderen christelijk opvoeden (Constantijnse wende). De korte heerschappij van Julianus Apostata (361–363 n.Chr.) betekende slechts een kortdurende begunstiging van het oude geloof onder neoplatonistische richtlijnen.
In 379 n.Chr. legde keizer Gratianus het ambt van pontifex maximus neer. In 380 n.Chr. verklaarde keizer Theodosius I het christendom (feitelijk) tot staatsreligie en hij verbood in 391/392 n.Chr. de heidense religies; de passende wetten werden echter niet streng toegepast. Het heidendom hield in het oosten nog tot in de 6e eeuw stand. Het christendom nam echter de plaats in van de heidense culten. Ondertussen werden van deze culten, in de syncretische traditie, bepaalde gebruiken en feestdagen overgenomen (bijvoorbeeld 25 december van Sol Invictus). De standvastige levensvatbaarheid van het heidendom werd evenwel duidelijk in de strijd om het door Augustus in de senaat geplaatste Victoria-altaar, dat het symbool van het oude geloof werd; altaar en beeld werden van 357 tot 394 n.Chr. onder protest meermalen verwijderd, maar ook weer teruggehaald. 
Naast de senaat in Rome (waar het aantal heidense senatoren sinds het einde van de 4e eeuw sterk terugliep) bleven er resten van het heidendom over in het oosten aan de universiteiten van Athene en Alexandrië (in Alexandrië nam dit aantal vanaf het einde van de 4e eeuw af) evenals op het platteland van Italië en Gallië; de overdracht van het begrip paganus (reeds in de oudheid foutief als „plattelander“ verklaard) kwam voort uit deze situatie. Pas in 494 n.Chr. bereikte paus Gelasius I dat de Lupercalia als laatste openlijk geduld restant van de Romeinse cultus werden opgeheven. In het Oost-Romeinse Rijk werden de laatste oud-Romeinse riten pas tegen het eind van de 7e eeuw verboden. In Syrië, waar het in de 6e eeuw tot een opstand van voorchristelijke religies kwam, stuitten ook de Arabische veroveraars in 636 nog op „heidenen“.

## Voetnoten
1. ↑  M. Le Glay - J-L Voisin - Y. Le Bohec - introd. D. Cherry - D.G. Kyle, A History of Rome, Oxford, 20043, p. 30.
2. ↑  Ammianus Marcellinus, Res Gestae XIX 1.4: „verum caeleste numen […] adegerat in immensum se extollentem credentemque, quod viso statim obsessi omnes metu exanimati supplices venirent in preces.“ („Kennelijk had een goddelijke macht […] hem tot zo’n waanzinnige hoogmoed gedreven, dat hij dacht dat de belegerden, alleen al bij zijn aanblik door vrees verlamd, om genade zouden smeken.“) (trad. A. Blom, 2002)
3. ↑  Cicero, De natura deorum II 72: „qui autem omnia quae ad cultum deorum pertinerent diligenter retractarent et tamquam relegerent, sunt dicti religiosi ex relegendo.“ („En mensen die alles wat met verering van de Goden te maken heeft zorgvuldig nagingen en als het ware ‘hernamen’ <van relegere> zijn religiosi genoemd, naar relegere. (Evenzo komt ‘elegant’ van eligere <‘uitkiezen’>, ‘diligent’ van diligere <‘houden van’> en ‘intelligent’ van intellegere <‘bevatten’>. In al deze woorden zit dezelfde grondbetekenis van ‘eruit nemen’ als in religiosus.).“) (trad. V. Hunink, 1993 [= 2003])
4. ↑  Augustinus, De Quantitate Animae XXXIV 80: „est enim religio vera, qua se uni Deo anima, unde se peccato velut abruperat, reconciliatione religat.“ („(het) is immers de werkelijke religie, die de ene God met de ziel, omdat deze zich door vergrijp als het ware had losgerukt, tot verzoening brengt.“)
5. ↑  Livius, Ab Urbe condita XXII 57.6: „interim ex fatalibus libris sacrificia aliquot extraordinaria facta, inter quae Gallus et Galla, Graecus et Graeca in foro boario sub terram vivi demissi sunt in locum saxo consaeptum, iam ante hostiis humanis, minime Romano sacro, imbutum.“ („intussen bracht men enige buitengewone offers krachtens de fatales libri (d.i. Sibyllijnse boeken), onder dewelke een Galliër en Gallische, een Griek en Griekse in het Forum Boarium levend zijn afgedaald in een stenen omheinde plaats, al voordien door menselijke slachtoffers, een volstrekt niet Romeins offergebruik, doordrenkt.“)
6. ↑  Macrobius, Saturnalia III 9.7-8: „si deus si dea est cui populus civitasque carthaginiensis est in tutela, teque maxime, ille qui urbis huius populique tutelam recepisti, precor venerorque veniamque a vobis peto ut vos populum civitatemque carthaginiensem deseratis, loca templa sacra urbemque eorum relinquatis absque his abeatis, eique populo civitatique metum formidinem oblivionem iniciatis, proditique Romam ad me meosque veniatis, nostraque vobis loca templa sacra urbs acceptior probatiorque sit, mihique populoque Romano militibusque meis praepositi sitis ut sciamus intelligamus. si ita feceritis, voveo vobis templa ludosque facturum.“ („of het een god of godin is onder wiens bescherming het volk en de stad van Carthago is, aan u het meest, u die de bescherming van deze stad en volk hebt opgenomen, ik smeek en bid en verzoek u de gunst dat u het volk en de stad van Carthago verlaat, laat de plaatsen, tempels, heiligdommen en stad van hen achter en trek er uit weg, en dat u bij dat volk en die stad vrees, ontzetting, vergetelheid veroorzaakt, en kom voortschrijdend naar Rome tot mij en de mijnen, en dat u onze plaatsen, tempels, heiligdommen, stad zult aanvaarden en goedkeuren, en wij duidelijk zien dat u voor mij en het Romeinse volk en mijn mannen een leider zult zijn. Indien u dit doet, beloof ik u plechtig een tempel te bouwen en spelen te houden.“)
7. ↑  Tertullianus, Apologetica XIV 1: „Nam, ut quidam, somniastis caput asinum esse deum nostrum.“ („Want, omdat enige, zich inbeelden een ezelskop onze god te zijn.“)
8. ↑  Plinius de Oudere, Naturalis Historia XXVIII 2: „sanguinem quoque gladiatorum bibunt, ut viventibus poculis, comitiales [morbi], quod spectare facientes in eadem harena feras quoque horror est. at, Hercule, illi ex homine ipso sorbere efficacissimum putant calidum spirantemque et vivam ipsam animam ex osculo vulnerum, cum plagis omnino ne ferarum quidem admoveri ora mos sit humanus. alii medullas crurum quaerunt et cerebrum infantium.“ („Epileptici drinken ook het bloed van gladiatoren, uit levende bekers, wat net zo afschuwelijk is als wat wij wilde dieren zien doen in diezelfde arena. En niettemin, bij Hercules, geloven sommige, uit de mensen zelf een zeer werkzame essentie en uit de open wonden zelfs de levensgeest te zuigen; terwijl het toch niet als menselijk geldt, met de mond de wonden van dieren te benaderen. Anderen verlangen naar scheenbeenmerg en kinderhersens.“)
9. ↑  Seneca, De clementia II 5.1: „religio deos colit, superstitio violat“ („religio vereert goden, superstitio onteert“)
10. ↑  Tertullianus, Apologetica XXV 12–13: „Nam etsi a Numa concepta est curiositas superstitiosa, nondum tamen aut simulacris aut templis res divina apud Romanos constabat. Frugi religio et pauperes ritus et nulla Capitolia certantia ad caelum, sed temeraria de cespite altaria, et vasa adhuc Samia, et nidor ex illis, et deus ipse nusquam. Nondum enim tunc ingenia Graecorum atque Tuscorum fingendis simulacris urbem inundaverant.“ („Want ofschoon door Numa bijgelovige weetgierigheid uitgedacht is, toch bestonden er nog geen beelden of tempels voor goddelijke zaken bij de Romeinen. Ingetogen religie en eenvoudige rite en geen Capitolen concurrerend met de hemel, maar lukraak aangelegde plaggenaltaren, en nog Samische vaatwerk, en dampen uit deze (d.i. offerdampen), en een god zelf (is er) nergens (te zien). De kunstenaars van de Grieken en Etrusken hadden immers de stad nog niet overspoeld om beelden te maken.“)
11. ↑  Cato maior, De agricultura CCXLI 2–3: „Mars pater, te precor quaesoque, ut sies volens propitius mihi domo familiaeque nostrae quoius rei ergo agrum terram fundumque meum suovitaurtita circumagi iussi; uti tu morbos visos invisosque, viduertatem vastitudinemque, calamitates intemperiasque prohibessis defendas averruncesque, utique to fruges, frumenta. vineta virgultaque grandire beneque evenire siris, pastores pecuaque salva servassis duisque bonam salutem valetudinemque mihi domo familiaeque nostrae.“ („‘Vader Mars, ik bid en vraag u, dat gij welwillend en goedgunstig zijt jegens mij, mijn huis en ons personeel; omwille waarvan ik heb bevolen mijn akker, grond en landgoed rond te gaan met een zwijn-schaap-stiereoffer (suovetaurilia); opdat gij zichtbare en onzichtbare ziekten, verweesdheid en verwoesting, rampspoed en noodweer tegenhoudt, verhoedt en afweert; en opdat gij gewassen, granen, wijngaarden en stekkelingen laat gedijen en goed uitlopen; herders en kudden behouden bewaart, en goede redding en gezondheid schenkt aan mij, mijn huis en ons personeel. […] ’“) (trad. V. Hunink, 1996 [= 2005])
12. ↑  https://mainzerbeobachter.com/2024/06/22/de-dei-consentes/
13. ↑  Cicero, De haruspicum responsio 19: „pietate ac religione atque hac una sapientia, quod deorum numine omnia regi gubernarique perspeximus, omnis gentis nationesque superavimus.“ („door pietas en religio en ook deze ene wijsheid, dat men dit numen van de goden in ogenschouw neemt (komt men ertoe) alles te regeren en te leiden, alle mensen en naties te overtreffen.“)
14. ↑  Sallustius, De Catilinae coniuratione 12: „operae pretium est […] visere templa deorum, quae nostri maiores, religiosissumi mortales, fecere.“ („Het is de moeite waard […] de godentempels te bezoeken, die onze voorouders, die zeer godsdienstige stervelingen, gemaakt hebben.“) (trad. H.C. Muller, 1893)
15. ↑  Monumentum Ancyranum (Res Gestae Divi Augusti) 7, 20: „Pontifex maximus, augur, XV virum sacris faciundis, VII virum epulonum, frater arvalis, sodalis Titius, fetialis fui. […] Duo et octoginta templa deum in urbe consul sextum ex auctoritate senatus refeci nullo praetermisso quod eo tempore refici debebat.“ („Pontifex maximus, augur, XV vir sacris faciundis, VII vir epulonum, frater arvalis, sodalis Titius, fetialis was ik. […] Tweeëntachtig godentempels in de stad (d.i. Rome) tijdens mijn zesde consulaat op gezag van de senaat hersteld heb ik geen overgeslagen dat in die tijd het nodig had te worden hersteld.“)
16. ↑  Tacitus, Historiae IV 81: „Per eos mensis quibus Vespasianus Alexandriae statos aestivis flatibus dies et certa maris opperiebatur, multa miracula evenere, quis caelestis favor et quaedam in Vespasianum inclinatio numinum ostenderetur: e plebe Alexandrina quidam oculorum tabe notus genua eius advolvitur, remedium caecitatis exposcens gemitu, monitu Serapidis dei, quem dedita superstitionibus gens ante alios colit; precabaturque principem ut genas et oculorum orbis dignaretur respergere oris excremento. alius manum aeger eodem deo auctore ut pede ac vestigio Caesaris calcaretur orabat. […] igitur Vespasianus cuncta fortunae suae patere ratus nec quicquam ultra incredibile, laeto ipse vultu, erecta quae adstabat multitudine, iussa exequitur. statim conversa ad usum manus, ac caeco reluxit dies.“ („Gedurende die maanden, dat Vespasianus te Alexandrië de passaatwinden en een rustige zee afwachtte, gebeurden er vele wonderen, waaruit de gunst van de hemel en een zekere genegenheid van de goden jegens Vespasianus bleek. Iemand van het mindere volk uit Alexandrië, bekend als ooglijder, wierp zich voor zijn knieën neer en smeekte hem jammerend om genezing van zijn blindheid, op aanraden van de god Serapis, die het aan geloverij lijdende volk boven de anderen vereert. Hij verzocht de keizer zich te verwaardigen, zijn wangen en oogkringen met het vocht van zijn mond te besproeien. Een ander, met een lamme hand, verzocht, op aansporing van dezelfde god, door de keizerlijke voet te worden getreden. [...] Toen gaf Vespasianus, in de mening dat zijn geluk geen grenzen kende en niets verder ongelofelijk was, zelf met een blij gelaat, en te midden van de gespannen verwachting der aanwezige menigte, aan het verzoek gehoor. Terstond werd de verlamde hand weer lenig en herblonk voor de blinde het daglicht.“) (trad. K.H.E. de Jong, 1921)